# Boston Women's Health Book Collective
El Col·lectiu Our Bodies, Ourselves és un col·lectiu sense ànim de lucre format per dones durant les mobilitzacions del maig del 69 a Boston. Al grup inicial van ser dotze dones d'entre 23 i 39 anys que es van trobar creant un taller sobre les dones i els seus cossos. Elles són Ruth Davidson, Bell Alexander, Pamela Berger, Vilanya Diskin, Joan Ditzion, Paula Doress-Worters, Nancy Miriam Hawley, Elizabeth MacMahon-Herrera, Pamela Morgan, Judy Norsigian, Jane Kates Pincus, Esther Roma, Wendy Sanford, Norma Swenson i Sally Whelan. En un inici, es van anomenar Boston Women's Health Book Collective però en publicar el llibre Our Bodies, Ourselves, van canviar el nom. Amb ell, referent del feminisme dels anys 70, reclamaven "tenint el control sobre el nostre cos, tindrem el control sobre la nostra vida".
Aquest col·lectiu va formar part del documental She's Beautiful When She's Angry, sobre les fundadores de la segona onada feminista.